# Monaco op de Olympische Winterspelen 1998
Monaco nam deel aan de Olympische Winterspelen 1998 in Nagano, Japan. Ook de vijfde deelname aan de Olympische Winterspelen bleef zonder medailles.
De vier deelnemers namen deel in het bobsleeën. Prins Albert en Gilbert Bessi namen beide voor de vierde keer deel

## Deelnemers en resultaten
(m) = mannen, (v) = vrouwen 

### Bobsleeën
| Olympiër (deelname)                                                     | Discipline             | Resultaat | Prestatie                                       |
| ----------------------------------------------------------------------- | ---------------------- | --------- | ----------------------------------------------- |
| Gilbert Bessi (4) Jean-François Calmes                                  | 2-mansbob (m) Monaco I | 24e       | 3.43,54 (+6,30) (55,89 / 55,86 / 55,92 / 55,87) |
| Gilbert Bessi Jean-François Calmes Pascal Camia (3) Albert Grimaldi (4) | 4-mansbob (m) Monaco I | 28e       | 2.47,14 (+7,73) (55,58 / 55,70 / 55,86)         |

Amerikaanse Maagdeneilanden · Andorra · Argentinië · Armenië · Australië · Azerbeidzjan · België · Bermuda · Bosnië en Herzegovina · Brazilië · Bulgarije · Canada · Chili · China · Chinees Taipei · Cyprus · Denemarken · Duitsland · Estland · Finland · Frankrijk · Georgië · Griekenland · Groot-Brittannië · Hongarije · Ierland · IJsland · India · Iran · Israël · Italië · Jamaica · Japan · Joegoslavië · Kazachstan · Kenia · Kirgizië · Kroatië · Letland · Liechtenstein · Litouwen · Luxemburg · Macedonië · Moldavië · Monaco · Mongolië · Nederland · Nieuw-Zeeland · Noord-Korea · Noorwegen · Oekraïne · Oezbekistan · Oostenrijk · Polen · Portugal · Puerto Rico · Roemenië · Rusland · Slovenië · Slowakije · Spanje · Trinidad en Tobago · Tsjechië · Turkije · Uruguay · Venezuela · Verenigde Staten · Wit-Rusland · Zuid-Afrika · Zuid-Korea · Zweden · Zwitserland